# Triadomerus bulbosus
Triadomerus bulbosus är en stekelart som beskrevs av Yoshimoto 1975. Triadomerus bulbosus ingår i släktet Triadomerus och familjen dvärgsteklar. Inga underarter finns listade i Catalogue of Life.